# Saldinia platyclada
Saldinia platyclada är en måreväxtart som beskrevs av Cornelis Eliza Bertus Bremekamp. Saldinia platyclada ingår i släktet Saldinia och familjen måreväxter. Inga underarter finns listade i Catalogue of Life.